# Wilhelm Schepmann
Wilhelm Schepmann, né le 17 juin 1894 à Hattingen et mort le 26 juillet 1970 à Gifhorn, est un officier (Obergruppenführer) de la Sturmabteilung (SA) lors du Troisième Reich. Successeur de Viktor Lutze, il est le dernier chef d'état-major (Stabschef) de la SA.
Dans le courant du mois de septembre 1944, alors que la situation militaire du Reich est préoccupante, il envisage, comme d'autres responsables politiques et militaires du Reich, Martin Bormann, Robert Ley, Heinrich Himmler ou Heinz Guderian, la création d'une milice populaire de défense du Reich. Il entre en compétition avec Ley pour le contrôle de cette milice, mais se heurte cependant à l'opposition de Hitler et aux sarcasmes de Goebbels, aux yeux duquel la gestion de cette armée par la SA rendrait inutile les effectifs destinés à la composer.